# Horyn
Horyn hoặc Haryn (tiếng Ukraina: Горинь [ɦoˈrɪnʲ]; tiếng Belarus: Гарынь [ɣaˈrɨnʲ]; tiếng Nga: Горы́нь; tiếng Ba Lan: Horyń) là một phụ lưu của sông Pripyat, chảy qua Ukraina và Belarus. Sông Horyn có chiều dài 659 kilômét (409 mi), và có diện tích lưu vực 27.700 kilômét vuông (10.700 dặm vuông Anh). sông có chiều rộng lớn nhất là 80 m, độ sâu lớn nhất là 16 m. Một phụ lưu quan trọng của sông Horyn River là sông Sluch.
Sông Horyn khởi nguồn tại tỉnh Ternopil của Ukraina, phía nam của thành phố Kremenets, phía bắc của thủ phủ Ternopil. Sông sau đó chảy về phía bắc, có dòng chảy uốn lượn hình chữ s, chảy qua các tỉnh Khmelnitsky và Rivne. Sông sau đó chảy theo hướng đông bắc vào Belarus (tỉnh Brest, tại đó nó đổ vào sông Pripyat.
Nhà máy điện hạt nhân Khmelnytskyi nằm gần thành phố Netishyn, sử dụng nước Horyn cho quá trình làm mát.
Trước khi xây đập trên dòng chảy gây ô nhiễm, sông được sử dụng cho tưới tiêu và đánh cá. Một nỗ lực làm sạch vào tháng 9 năm 1996 là một bước tiến hướng đến khôi phục sông.
Các thành phố và thị trấn nằm ven sông gồm có Iziaslav, Slavuta, Netishyn, Ostroh, Dubrovytsia, Rechytsa và Stolin.
Phụ lưu
- Tả ngạn: Horynka, Trostianka, Ustia, Vyrka, Viliya, Stubazka, Zarnivka, Melnytsia, Chakva, Berezhanka, Syren, Lepekha, Soshen.
- Hữu ngạn: Zhyrak, Kalynka, Polkva, Vydava, Lubiakhivka, Ponora, Ocheretynka, Tsvitokha, Bohushivka, Hnylyi Riv, Zhylzhanka, Borkova, Zamchysko, Kosma, Zulnia, Sluch, Hlyboka Dolyna.